# Ramón Torrado
Ramón Torrado, né le 5 avril 1905 à La Corogne (Galice) et mort en janvier 1990 à Madrid (communauté de Madrid) était un réalisateur et scénariste espagnol. Il a réalisé 50 films entre 1942 et 1978.
Avec son frère Adolfo Torrado, ils travaillent à Suevia Films, et il réalise Botón de ancla (es) (1948), qui connaît un bon succès et est adapté plusieurs fois, El famoso Carballeira, Polizón a bordo (1941), Mar abierto (1946) et Sabela de Cambados (1948).
Il rencontre la danseuse Lola Flores, qui apparaît dans L'Orpheline de la sierra (en) (1952) et María de la O (1959), un remake du film homonyme de 1936 de Francisco Elías Riquelme. Il réalise Mi canción es para ti (es) (1965), avec Manolo Escobar, Ángel de Andrés, María Martín, Alejandra Nilo, María Isbert et Rafaela Aparicio, puis d'autres films musicaux avec Manolo Escobar, comme Un baiser sur le port (1966) et El padre Manolo (1967).
Plusieurs de ses films sont des coréalisations comme Plume au vent (1952) avec Louis Cuny, Les Lavandières du Portugal (1957) avec Pierre Gaspard-Huit, La Caravane des esclaves (de) (1958) avec Georg Marischka ou En un mundo nuevo (es) (1972) avec Fernando García de la Vega (es).
Il réalise des westerns spaghetti comme La Charge des tuniques rouges (1964).

## Filmographie partielle

### Réalisateur
- 1942 : Campeones
- 1943 : El hombre de los muñecos
- 1944 : El rey de las finanzas (es)
- 1945 : La Petite Andalouse (en) (Castañuela)
- 1948 : Botón de ancla (es)
- 1949 : Rumbo
- 1950 : La Gitane de Grenade (Debla, la virgen gitana)
- 1951 : La Fille de l'auberge (en) (La niña de la venta)
- 1951 : La trinca del aire (it)
- 1952 : L'Orpheline de la sierra (en) (La estrella de Sierra Morena)
- 1952 : Plume au vent (Pluma al viento), coréalisé avec Louis Cuny
- 1952 : ¡Ché, qué loco!
- 1952 : Personne ne le saura (es) (Nadie lo sabrá)
- 1953 : La Joyeuse Caravane (es) (La alegre caravana)
- 1954 : Malvaloca (es)
- 1954 : Amor sobre ruedas
- 1957 : Les Lavandières du Portugal (Las lavanderas de Portugal), coréalisé avec Pierre Gaspard-Huit
- 1958 : La Caravane des esclaves (de) (Caravana de esclavos), coréalisé avec Georg Marischka
- 1958 : Héroes del aire (es)
- 1958 : María de la O (es)
- 1959 : Le Lion de Babylone (En las ruinas de Babilonia), coréalisé avec Johannes Kai
- 1960 : Un paso al frente (en)
- 1961 : Les cloches ont cessé de sonner (Fray Escoba)
- 1961 : Ella y los veteranos (es)
- 1962 : Terreur dans la brousse (Cristo negro)
- 1963 : L'Ange noir du Mississippi (Bienvenido, padre Murray)
- 1964 : La Charge des tuniques rouges (La carga de la policía montada)
- 1964 : Relevo para un pistolero
- 1964 : Texas Jim (es) (Los cuatreros)
- 1965 : Mi canción es para ti (es)
- 1965 : Un baiser sur le port (Un beso en el puerto)
- 1966 : El padre Manolo
- 1969 : Con ella llegó el amor
- 1969 : Amor a todo gas
- 1971 : La montaña rebelde
- 1972 : En un mundo nuevo (es), coréalisé avec Fernando García de la Vega (es)
- 1973 : Los caballeros del botón de ancla (es)
- 1976 : Guerreras verdes (es)